# 黄花红砂
黄花红砂（学名：[Reaumuria trigyna] 错误：{{Lang}}：文本有斜体标记（帮助））为柽柳科红砂属下的一个种。

## 扩展阅读
- 維基物種上的相關：黄花红砂